# Kapitan (Bundesmarine)

Kapitan (izvirno nemško Kapitän zur See; okrajšava: Kpt zS; kratica: KZS) je častniški čin v Bundesmarine (v sklopu Bundeswehra). Čin je enakovreden činu brigadnega generala (Heer in Luftwaffe) in specialističnima činoma Admiralarzta (vojaška medicina) ter Admiralapothekerja (vojaška farmacija).
Nadrejen je činu kapitana fregate in podrejen činu admirala flotilje. V sklopu Natovega STANAG 2116 spada v razred OF-5, medtem ko v zveznem plačilnem sistemu sodi v razred A16-B3.
V skladu z zakonodajo je častnik povišan v čin kapitana po najmanj 15 letih častniške službe.

## Oznaka čina
Oznaka čina, ki je sestavljena iz štirih zlatih debelejših črt in ene zlate zvezde, je v dveh oblikah: narokavna oznaka (na spodnjem delu rokava) in naramenska (epoletna) oznaka.
Galerija
- Narokavna oznaka
- Naramenska (epoletna) oznaka